# 張均宇

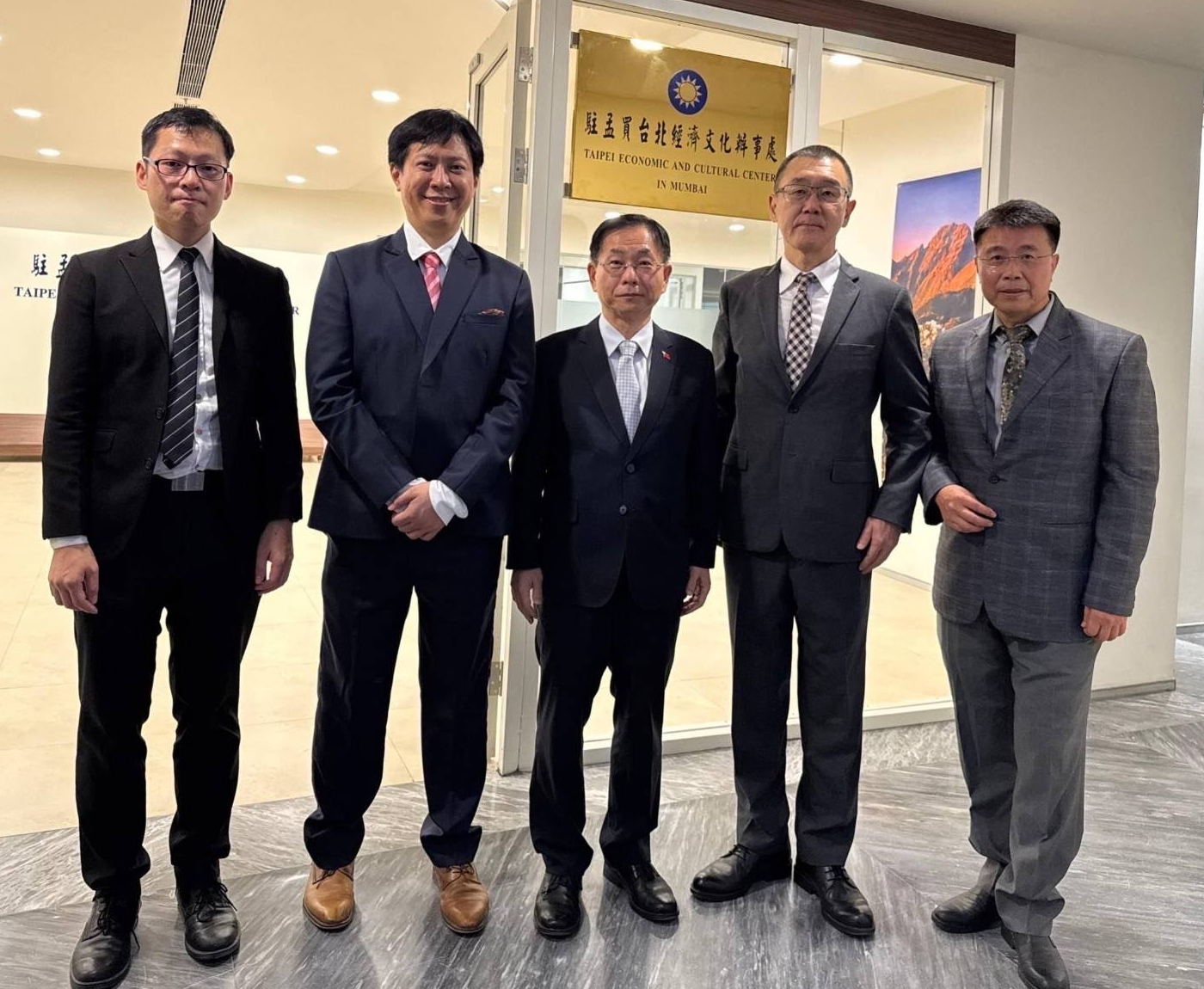
2024年10月16日，駐孟買臺北經濟文化辦事處掛牌設立，中華民國駐印度代表葛葆萱（中）、首任處長張均宇（右二）與同仁攝於館牌前。

張均宇，中華民國外交官。畢業於國立臺灣大學政治學系，曾任駐美國臺北經濟文化代表處／駐烏蘭巴托臺北貿易經濟代表處／駐越南台北經濟文化辦事處秘書、駐斐濟臺北商務辦事處副組長、駐緬甸臺北經濟文化辦事處組長、外交部亞東太平洋司副司長、駐奈及利亞聯邦共和國臺北貿易辦事處公使銜副代表等職務，現任駐孟買臺北經濟文化辦事處總領事銜處長。

## 職業生涯
2019年9月，外交部亞東太平洋司副司長張均宇對於索羅門群島派出跨黨派小組訪問北京，後續將提出有關與中華民國關係的評估報告，表示這份內容尚未明朗的報告，確實已在部分媒體上引起「一些說法」，但台索關係未來發展應回歸基本面，就是「大多數索羅門政要，包括國會議員，以及廣大的索羅門人民，其實是支持台索關係」。
2022年，亞東太平洋司副司長張均宇調派到迦納的鄰國奈及利亞擔任公使，遭質疑駐奈及利亞聯邦共和國臺北貿易辦事處屬於二等館處，為何需要派駐2位公使，是否其中有迦納的「影子公使」」。2023年3月，外交部發言人劉永健回應「張均宇目前擔任駐奈及利亞代表處公使，外交部對於駐外人員輪調均有一套順暢的運作機制。
2023年7月，中華民國外交部宣布將在印度西部、第1大城孟買設立駐孟買臺北經濟文化辦事處。9月，首任處長張均宇履新。雖然辦事處當時尚未成立，但張均宇已多次以處長身分參與活動。至2024年10月，辦事處正式揭牌運作。

## 外部連結
- 張均宇. . 外交部通訊. 2009年3月  [2024-10-15]. （原始内容存档于2009-04-29）.